# Canarsie Line
| Urban head station in tunnel |

| Urban tunnel stop on track |

| Urban tunnel stop on track |

| Urban tunnel stop on track |

| Urban tunnel stop on track |

| Urban head station in tunnel |

| Urban tunnel stop on track |

| Urban tunnel stop on track |

| Urban tunnel stop on track |

| Urban tunnel stop on track |

Canarsie Line är en av New Yorks tunnelbanas linjer som går från Eighth Avenue och österut till Canarsie i Brooklyn. På Manhattan går linjen under 14th Street. De första underjordiska stationerna som byggdes är från år 1924 och övriga stationer är invigda mellan 1928 och 1931, några utomhusstationer i Brooklyn är från 1906. Banan trafikeras av linje L. Endast fem stationer finns på Manhattan, övriga i Brooklyn. 

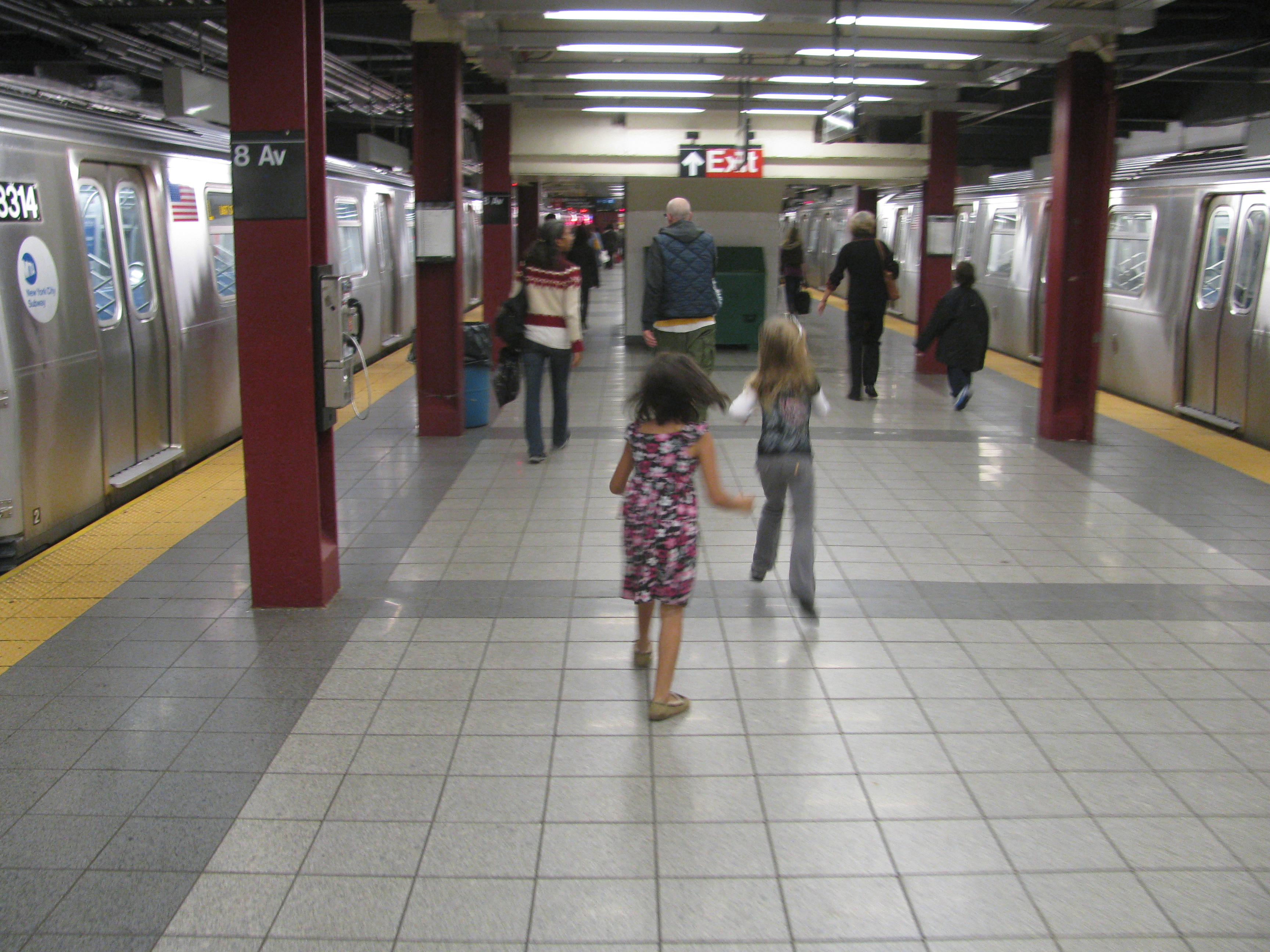
Eighth Avenue
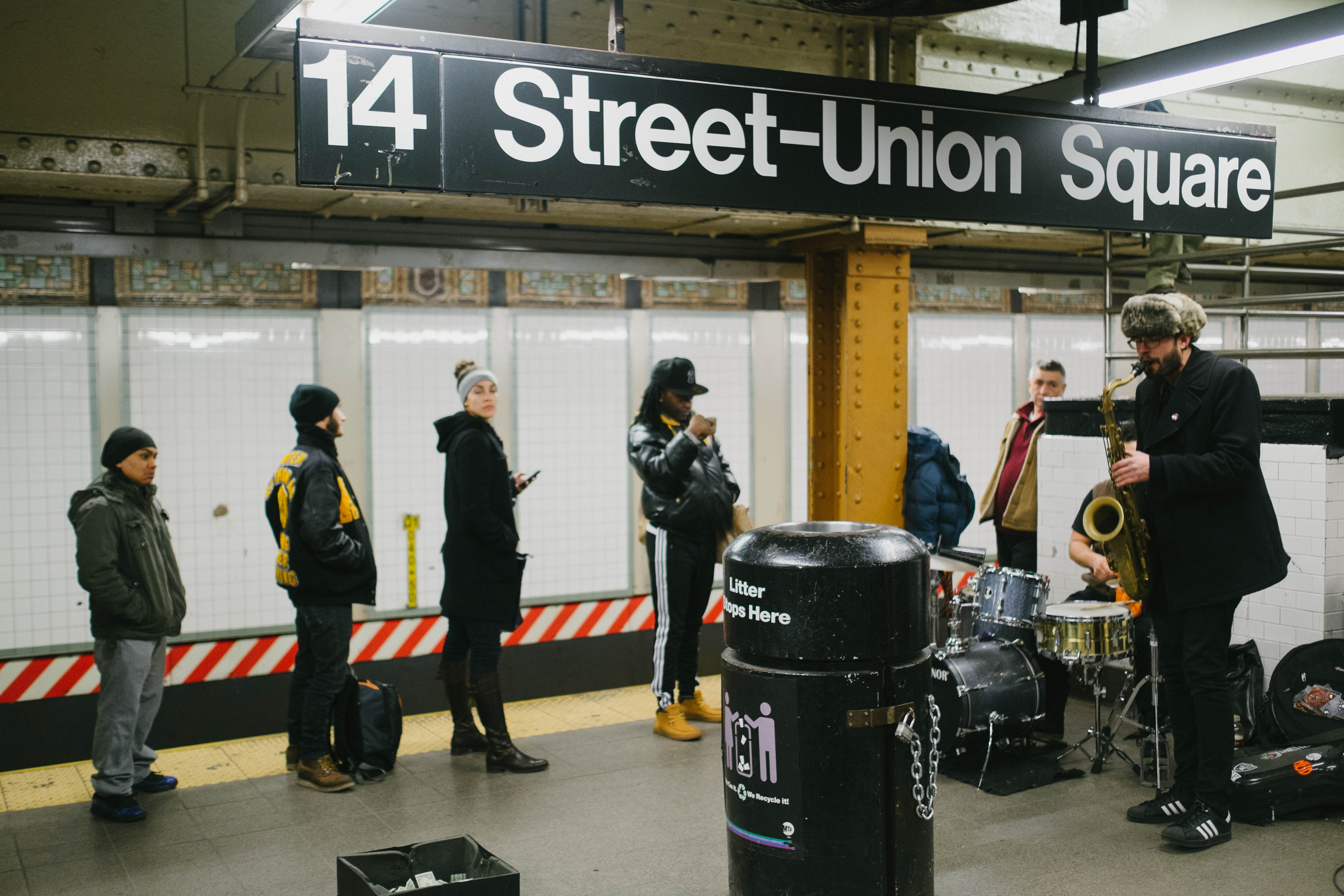
Union Square
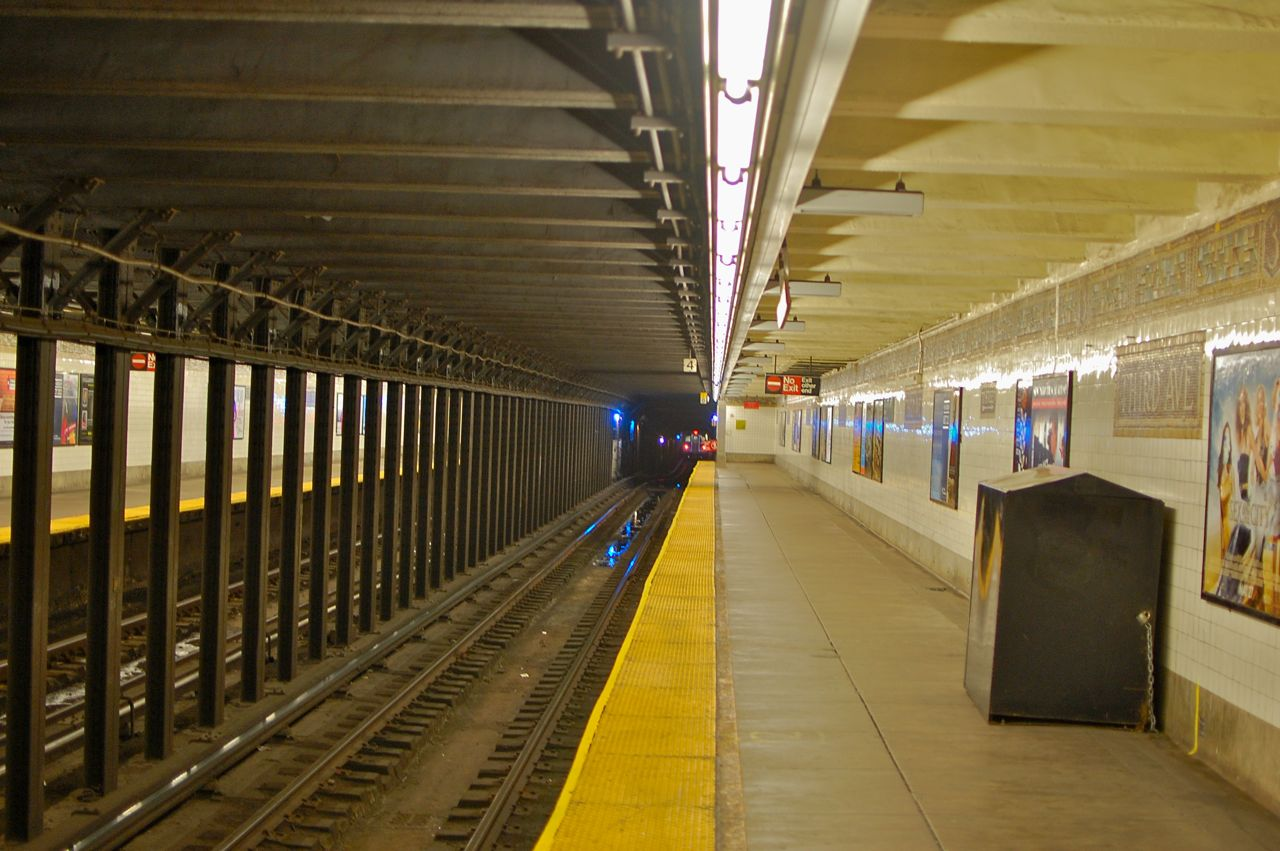
Third Avenue
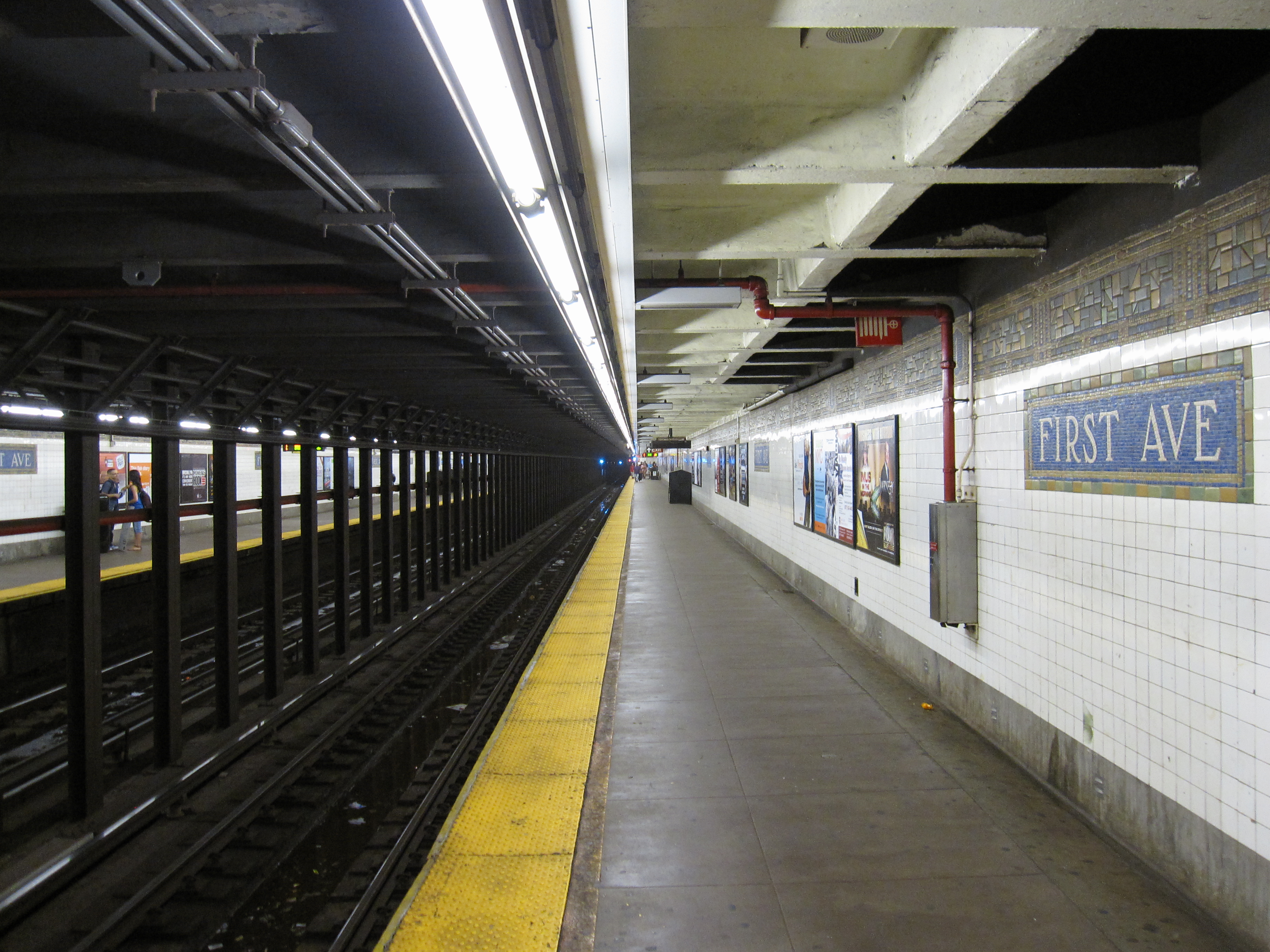
First Avenue